# واوین
واوین (انگلیسی: Wavin) شرکت تولید صنعتی هلندی است، که در سال ۱۹۵۵ تأسیس شد و هم‌اکنون زیرمجموعه شرکت مکزیکم می‌باشد.